# 色立体

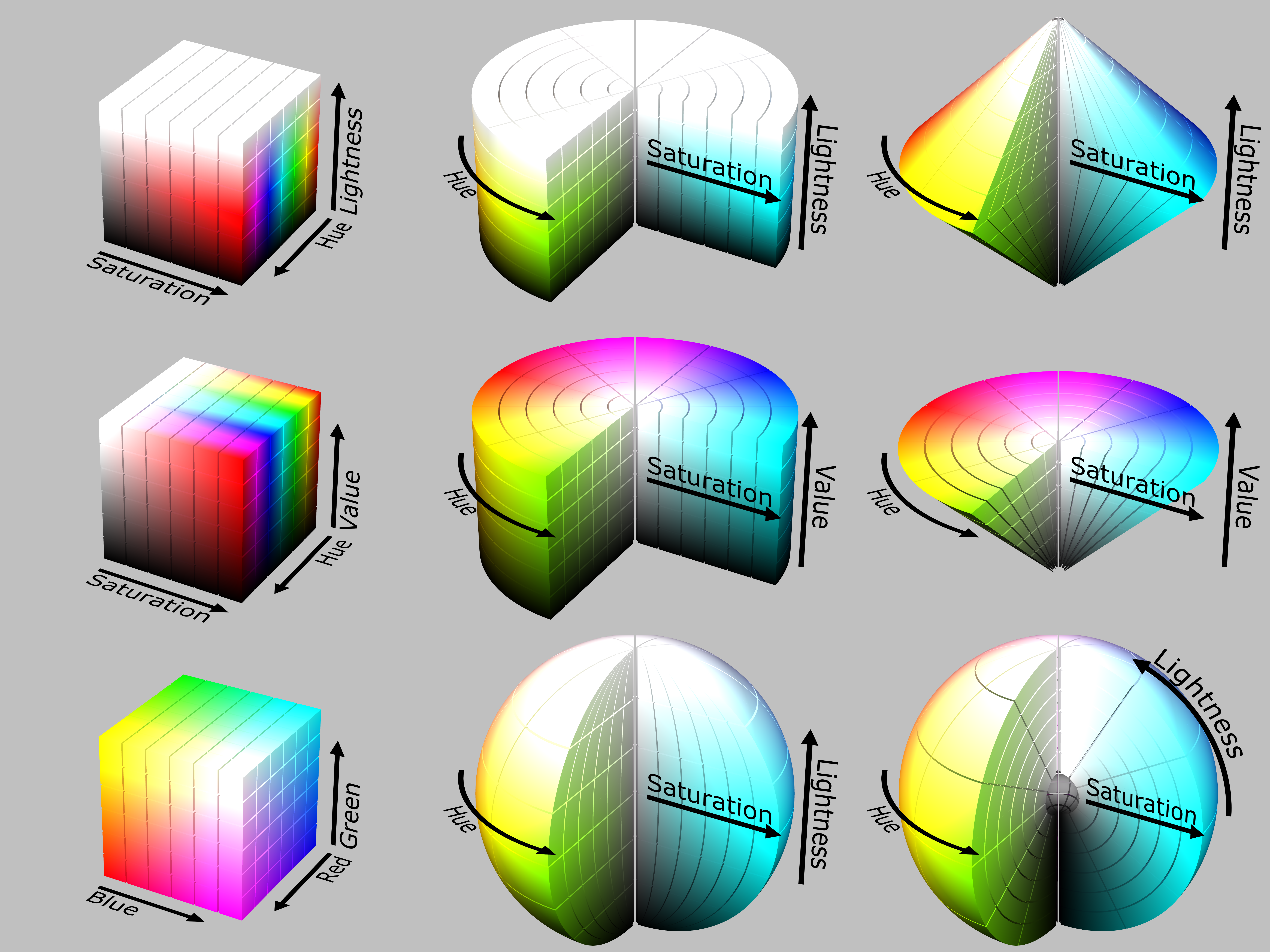
HSL、HSV、RGBそれぞれのカラーモデルにおける色立体の比較。

色立体（いろりったい、英: color solid）は、カラーモデルを三次元表現したものであり、二次元空間における色環と同等である。 空間的な次元を追加することにより、色の変化についても多次元で表現することができる。ここで、二次元の色環は、通常は色相（赤、緑、青など）と輝度 (光と影の段階的変化）を表し、色立体はそれらに彩度の変化を追加し、三次元構造においてすべての色を球体により表現することができる。

## 構造
| 1810年のフィリップ・オットー・ルンゲによる Farbenkugel（色球体)は、球体の表面（上側2枚の図）と、それらを水平・垂直に切り出した図（下側2枚の図）から構成される。 |  | 1900年のアルバート・マンセルによる色球体 |
| 1810年のフィリップ・オットー・ルンゲによる Farbenkugel（色球体)は、球体の表面（上側2枚の図）と、それらを水平・垂直に切り出した図（下側2枚の図）から構成される。 |  | 1900年のアルバート・マンセルによる色球体 |

| 2011年のJesse Henselによる塩の生地を用いて作られた色球体 |  | 色球体の一部。色スペクトルが表現されている。 |
| 2011年のJesse Henselによる塩の生地を用いて作られた色球体 |  | 色球体の一部。色スペクトルが表現されている。 |

多くの色彩理論家たちは、各々固有の色立体を定義してきた。多くのものが球体であり、また幾つかのものは3次元上の楕円体である。これら提案されてきた色立体は、色をより明確に定義しようといろいろな観点でデザインされてきた。フィリップ・オットー・ルンゲとヨハネス・イッテンによる色球体は典型的な例であり、その他多くの色立体の図法の原型となった。ルンゲとイッテンによるモデル化は、根本的には同一であり、次に記す基礎を形成している。
純色であって、等しい明度において最も彩度を持つ色は、色球体の外周の赤道にあたる部分に配置されている。色環において、補色同士が相互に対となる位置にある。赤道にあたる部分で切り出して球体の中心に向かうと、それにつれて彩度は低くなり、最終的には中心軸において彩度のないグレーになる。色球体を縦方向に移動すると、色は頂上に向かうに連れて明るくなり、底に向かうと暗くなる。上側の極（北極にあたる）では、すべての色は白へ集約し、下側の極（南極にあたる）では黒へと集約する。
色球体の縦軸は、黒から白へとその距離に応じて変化するグレーである。すべての純色（彩度最大の色）は、球体の外周面に位置し、上から下に移動するに応じて明から暗へと変化する。すべての非純色（彩度が最大ではなく、対比色による混色）は球体の内側に位置し、同様に明度は上から下へと明から暗に変化する。

## 用途
美術家・美術批評家においては、色相・明度・彩度の三種類の値を利用するのに色立体は有用である。HCL色空間やHSLカラーモデルでモデル化されているように、一つの図法として、絵画の描画や美術の解析に用いられている。

## 等色相面
等色相面（とうしきそうめん）とは、色立体を無彩色を含んだ面で切った断面。一般的に縦軸に明度（またはそれに相当するもの）、横軸に彩度（またはそれに相当するもの）が設定され、同一色相において明度・彩度が変化したときの色の変化が表示される。単一色相で描かれる場合と、無彩色をはさんで対向色相との2色相で描かれる場合がある。
「等色相断面」「等色相平面」とも呼ばれるが、オストワルト表色系のように三角形で描かれる場合は「等色相三角形」とも呼ばれる。

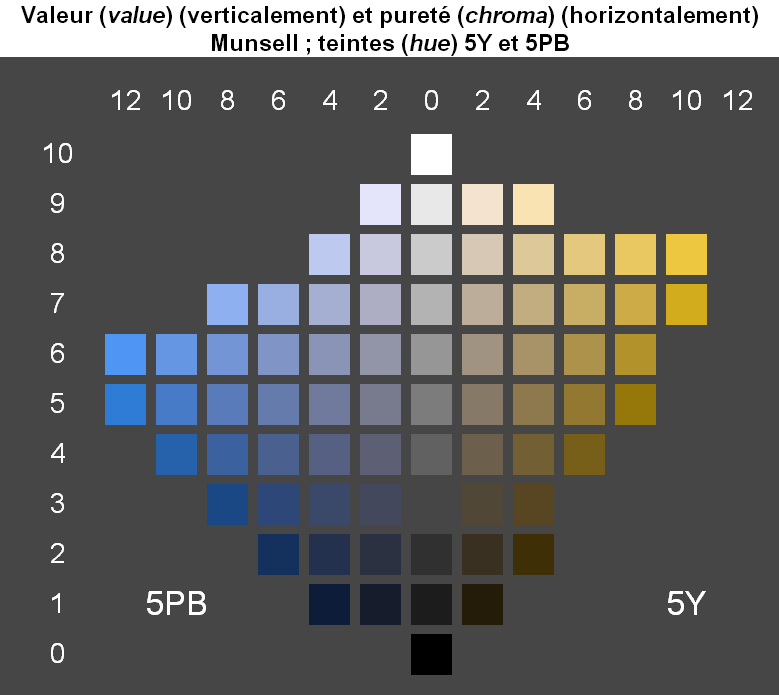
マンセル表色系の等色相面（5PBと5Yの2色）
NCSの等色相面（G30Yの単色）